# 石田英司
石田 英司（いしだ えいじ、1959年7月8日 - ）は、元・毎日放送社員（テレビディレクター、報道記者）。
MBSテレビの『ちちんぷいぷい』で、1999年10月の番組開始当初から2017年9月30日まで18年間にわたってニュース解説を担当したことから、「ニュースのおっちゃん」というニックネームでも知られる。

## 来歴
大阪府大阪市旭区の出身で、大阪市立旭東中学校から大阪府立市岡高等学校・上智大学文学部新聞学科へ進学。大学卒業後の1984年4月1日に、毎日放送に入社した。
毎日放送には一般職で採用されたことから、入社当初は営業局に配属。報道局社会部で司法担当の記者やデスク、『MBSナウ』（平日の夕方に関西ローカルで放送されていたテレビのワイドニュース番組）や選挙開票特別番組で構成を担当した後に、テレビ制作局のチーフプロデューサーへ異動した。
『ちちんぷいぷい』には、関西ローカルの第2回放送から、「元社会部デスク」という肩書で出演。自身が大阪弁で解説・進行を担当する冠コーナー（「石田NEWS」→「石田ジャーナル」）を受け持つかたわら、メインコーナー「☆印」のコメンテーターとして、レギュラー陣の一角を担っていた。さらに、ニュース以外の特別企画や、自身の冠コーナーから派生した特別番組（年始に関西ローカルで放送される『どーなる?ジャーナル』など）にも随時登場。一時は、追手門学院大学の客員教授も務めていた。
2013年度の金曜日には、『ちちんぷいぷい』にオープニングから16時台の後半まで当番組へ出演した後に、『嘉門達夫のどんなんやねん!』（金曜日の16・17時台にMBSラジオで放送されていた生ワイド番組）の17時台前半でニュース解説を担当。2013年10月から半年間は、18時台に放送される『VOICE』（『MBSナウ』の後継番組）で、金曜日のみニュースコメンテーターを兼務していた。その一方で、同年6月の人事異動で、制作局エグゼクティブ（専任部長）という肩書を持つようになった。
2014年度以降は、レギュラーで出演する番組を、再び『ちちんぷいぷい』へ特化。自身が担当するニュース解説コーナー「石田NEWS」を「石田ジャーナル」に改めながらも、ジャンルやテーマを問わず、連日多彩な解説を続けてきた。しかし、2017年6月8日（木曜日）発売の『週刊文春』で、障がい者への就労支援を進めている「NPO法人西宮障害者雇用支援センター」（兵庫県西宮市）の理事長と親密な関係にあったことが写真付きで報じられた。同誌の記事によれば、理事長は石田を、高級クラブや4泊6日のハワイ旅行へ招待。石田は妻以外の女性をハワイ旅行へ同伴させたり、2014年7月2日放送分の「石田ジャーナル」 で上記の活動を紹介した際に、この法人を好意的に取り上げるなどの「便宜」を図ったりしたとされていた。石田自身は、同誌記者からの直撃取材に対して、「（上記の接待で）便宜はない」とコメント。その一方で、ハワイ旅行へ同伴した女性と5年間交際していることを明かした。
毎日放送では、上記の記事を掲載した『週刊文春』の発売を前に、石田などへの事情聴取や社内調査などを実施。当該号発売当日（2017年6月8日）の『ちちんぷいぷい』で、「同誌の記事で指摘された飲食や旅行が放送に関して影響を与えたことは一切なく、石田が行き過ぎた接待を受けた事実もない」とする調査結果を発表した。スタジオに同席していた石田は、この発表に続いて、前述した女性との交際について「私の不徳の致すところで申し訳ない。今後は改めて襟を正して参りたい」と謝罪。その後も『ちちんぷいぷい』への出演を続けたが、『週刊文春』による報道の余波は大きく、追手門学院大学の客員教授を退任した。『ちちんぷいぷい』のニュース解説も、2017年10月改編でのリニューアルに合わせる格好で、同年9月29日（金曜日）放送分を最後に勇退した。同番組では、この改編を機に、リニューアル前まで石田がほぼ一手に担っていたニュース解説の体制を刷新。前月からゲスト扱いで出演していた立岩陽一郎（NHK社会部記者・テヘラン特派員出身のフリージャーナリスト）や、毎日放送が運営するJNN海外支局長を歴任した報道局所属の解説委員（三澤肇・辻憲太郎）が、自身の取材分野に応じて解説役をレギュラーで分担するようになった。
石田自身は、『ちちんぷいぷい』からの勇退を機に、毎日放送で番組の制作業務に専念していた。しかし、2018年1月24日から『上泉雄一のええなぁ!』（MBSラジオ平日夕方のワイド番組）水曜放送分で「知ってええなぁ!ちなみNEWS」（16:00前後）のニュース解説を担当。 月に1回のペースながら、毎日放送制作番組へのレギュラー出演を再開した。同年4月5日からは毎月最終木曜日、6月7日からは毎週木曜日の全編に登場していた。
2019年の誕生日で毎日放送の定年（60歳）に達したが、同年8月1日以降も、ラジオ局ラジオ制作センター所属のシニアスタッフとして同センター制作番組への出演を継続。2019年10月からは、ラジオでは初めての冠レギュラー番組『石田英司のプカプカ気分』のパーソナリティも務める。2020年4月からは、『上泉雄一のええなぁ!』への出演曜日を水曜日に変更。
なお、「新日本放送」時代の1959年3月1日からテレビ放送事業とラジオ放送事業を兼営してきた毎日放送は、2021年4月1日付でラジオ放送事業を「株式会社MBSラジオ」へ移管した。この移管によってテレビ単営局へ移行した毎日放送では、2021年4月1日付の社内組織改編によって「ラジオ局」を廃止する一方で、「クリエイトサポート局」と「経営戦略局」を新設。石田は毎日放送への勤務を続けながらも、クリエイトサポート局および経営戦略局所属の「シニアスタッフ」として、株式会社MBSラジオコンテンツデザイン局プロデュースセンターへの出向扱いで『上泉雄一のええなぁ!』の水・金曜放送分（2021年秋の早朝移動以降）への出演を続けている。
2024年の誕生日で毎日放送のシニアスタッフ定年（65歳）に達し、同年7月31日（水曜日）付で正式に退職。「飲み代」という社名の合同会社（個人事務所）を設立し、同年8月2日（金曜日）以降はフリーの立場で『上泉雄一のええなぁ!』『森たけしのスカタンラジオ』に出演。
特技は口笛で、『ちちんぷいぷい』出演期間中の2005年には、「第1回全日本口笛音楽コンクール」の予選から決勝へ進出。同番組でも、その模様をミニドキュメンタリー形式で放送した。『ちちんぷいぷい』の生放送、自身の名を冠したトークイベント、他のアーティストのコンサートで口笛による楽曲演奏を披露したこともある。

## 出演番組

### 現在

#### ラジオ
- 上泉雄一のええなぁ!（2018年1月24日 - ）
  - 当初は水曜日の「知ってええなぁ!ちなみNEWS」にのみ、ニュース解説者として月に1回出演。2018年4月5日からは毎月最終木曜日、同年6月7日からは毎週木曜日、2020年4月1日から毎週水曜日の全編でパートナーを務める。「夕方もポチっとMラジ」（曜日別の生ワイド番組レーベル枠）の新設に伴って放送枠を月 - 木曜日の夕方から平日の早朝（6:00 - 8:00）へ移動した2021年10月第2週から、パートナーとしての出演曜日を水・金曜日に変更。
  - 「シニアスタッフ」移行後の2019年9月12日放送分では、『ちちんぷいぷい』でも一時共演していたパーソナリティの上泉雄一（毎日放送アナウンサー）が夏季休暇に入っていたことから、『石田英司のええなぁ!』として全編のパーソナリティ代理を初めて務めた。
- 夕方もポチっとMラジ『森たけしのスカタンラジオ』（2021年10月 - ）
  - 16時台の「今週のスカタン」に、ニュース解説者として月1回程度出演。2023年3月7日および12月19日放送分では、喉の調子が思わしくない同番組「助役」の斉藤雪乃をサポートする意味合いで、「今週のスカタン」を含めた番組全編に出演した。
  - 2024年10月1日放送分よりレギュラー出演へと移行。

### 過去

#### テレビ
- ちちんぷいぷい（ニュース解説担当、1999年10月 - 2017年9月30日）
- ザ・潜入!～松嶋尚美もビックリの裏社会科見学～
- VOICE（2013年10月 - 2014年3月）
  - 「VOICE+」（当時の全曜日共通コーナー）の金曜放送分で、ニュース解説を担当。
- 池上彰のどーなる?ジャーナル
  - 2014年1月3日の第1回放送のみ、池上彰と共にニュース解説を担当。

#### ラジオ
- 月極ラジオ～the open～（2005年8月放送分のパーソナリティ）
  - 2005年12月放送分の「リクエスト特集」でも第2週を担当。いずれも、市岡高校時代の同級生で、元・ベーシストのSchatte岩切と共演していた。
- 板東英二金曜生BAN BAN
  - 『ちちんぷいぷい』と放送時間が重なる生ワイド番組であったため、事前収録によるニュース解説コーナーにのみ登場。
- ゴー傑P（2006年5月13日、2008年12月27日ゲスト）
- こんちわコンちゃんお昼ですょ!（2009年10月から随時出演）
- 嘉門達夫のどんなんやねん!（2013年4月 - 2014年3月）
  - 『ちちんぷいぷい』への出演後に、「石田英司の『コレどないなってんの?』」（17時台前半のニュース解説コーナー）を担当。
- 茶屋町ヤマヒロ会議（2014年4月 - 2021年3月および2021年10月 - 2024年3月）
  - 「レコードのおっちゃん」と称して、音楽にまつわる「会議」を行う週にゲスト出演。
- あどりぶラヂオ（不定期）
  - 2018年5月10日放送分から、おおむね月に1回のペースで、パーソナリティを単独で担当。担当日には、直近の報道で見落とされているニュースについて語りながら、自身が愛好する1970年代のフォークソングを流していた。このスタイルを継承したレギュラーの冠番組が『石田英司のプカプカ気分』で、2020年6月22日以降の放送枠には、前月まで『あどりぶラヂオ』の火曜未明分が編成されていた。
- MBSヨル隊『笑い飯哲夫の明るく元気なニュースシャワー』（2018年2月22日）
  - レギュラーパートナーの1人で、『ちちんぷいぷい』でも共演していた中野雅至に代わって出演。
- 石田英司のプカプカ気分（2019年度のナイターオフ期間から放送）
  - 『あどりぶラヂオ』における自身の担当回から派生した冠番組で、上記の構成を継承。2019年度のナイターオフ期間には、毎週木曜日の20:00 - 22:00に放送していたため、当時木曜日にパートナーを務めていた『上泉雄一のええなぁ!』の本番を終えてから出演していた。
  - 2020年度の上半期（プロ野球シーズン中）には、『あどりぶラヂオ』の火曜未明分（2:30 - 4:55）を差し替えることを前提に、月1回ペースでの放送を予定していた。ただし実際には、日本国内における新型コロナウィルスへの感染拡大の影響でプロ野球レギュラーシーズンの開幕が大幅に遅れているため、3月26日から4月10日までは毎週木曜日の18:00 - 20:00、4月16日・23日には18:00 - 21:00、5月1日から開幕前週（6月12日）まで毎週金曜日の18:00 - 21:00に放送（4月16日以降は「前田智宏のお天気散歩」をフロート番組扱いで20時台に編成）。開幕後は、『NAOTOの月イチな音』を編成する週（毎月最終週）を除いて、火曜日の未明（2:30 - 4:40）で生放送を継続。シーズン終了後も火曜日の未明に放送していたが、2021年9月21日未明放送分で終了。